# Killer7
Killer7 — игра в жанре приключенческий экшен, прямолинейный («рельсовый», как противоположность открытому жанра «песочница») шутер, одна из пяти эксклюзивных для Gamecube игр под названием «Capcom 5» (три из которых портированы на PlayStation 2, а одну так и не выпустили). Игру очень ожидали ввиду оригинального визуального стиля, геймплея и странной, полной нонсенсов сюжетной линии.

## Сюжет
Сюжет Killer7 связан с Харменом Смитом, 60-летним ассасином-шизофреником, навеки прикованным к инвалидной коляске. К счастью для себя, Смит обладает силой «Бога-Киллера», делающей его неуязвимым и предоставляющей экстраординарные сверхъестественные способности. Смит способен проявлять одну из своих 7-ми альтернативных личностей, каждая из которых обладает собственным оружием и оригинальным стилем ликвидации целей. Вся «группа» профессиональных ассасинов известна как Синдикат Killer7. Главный антагонист игры — Кун Лан, обладающий силой «Божьей руки», благодаря которой может превращать людей в безумные невидимые бомбы с таймерами, названные «Улыбками небес». Эти «улыбки» сеют хаос на территории Соединённых Штатов. Правительство США обращается к Киллеру-7 с просьбой уничтожить Улыбки небес, устранить Кун Лана и положить конец угрозе, охватившей страну.
Доминирующая личность протагониста — Гарсиан Смит, который, в присутствии охранных камер или телевизионных систем, может вызывать до 6-ти других членов Killer7. Гарсиан — единственный, кто может напрямую сообщаться с Харменом Смитом. В отличие от большинства «размноженных» личностей из литературы и реальной клинической практики, Хармен не просто полагает, что является также и кем-либо другим — он в действительности получает уникальное физическое тело при вызове той или иной своей личности.
Killer7 — шутер от первого лица с неортодоксальным стилем, комбинирующий элементы рельсового шутера и приключенческой игры от третьего лица.

## Геймплей
Сражения в Killer7 достаточно просты. Игрок удерживает правый триггер, чтобы войти в режим прицеливания от первого лица, в котором можно целиться по Улыбкам небес, главным врагам игры. Улыбки небес почти невидимы в обычном режиме, а ощущать их можно только по истеричному, психованному смеху. В режиме прицеливания игрок должен использовать левый триггер, чтобы сканировать территорию на предмет каких-либо Улыбок поблизости. Ликвидация требует «закрепления прицела» и выстрела, или нахождения жёлтой точки мгновенной смерти врага. Когда Улыбка достигает игрока (при этом на экране видна вспышка), происходит взрыв, причиняющий протагонисту урон. Вместе с тем игрок может нажать кнопку контратаки, которая инициирует немедленное убийство врага.
Обычные убийства приносят «тонкую кровь», а убийства посредством попадания в слабые точки — «толстую кровь», которую можно превращать в сыворотку, находясь в комнате Хармена. Сыворотка используется для повышения уровня определённых способностей и может улучшать ассасинские навыки: например, определённое оружие начинает причинять повышенный урон, или слабые точки Улыбок становятся крупнее. Также можно разблокировать специальные движения, типа топтания по ползающим врагам. Тонкая кровь используется для восстановления потерянного здоровья и исполнения специальных движений персонажа (Демонический выстрел Дэна, прыжок Койота и др.). Тонкая кровь сохраняется при переходе игрока на другой уровень, в отличие от толстой. Также действует лимит на количество переносимой толстой крови.
Когда какой-либо ассасин погибает, а Гарсиан Смит выживает, последний может использовать свои силы для воскрешения убитого, посредством сбора «собачьих мешков», размещенных на месте смерти личности. Впоследствии игрок может воскресить личность в комнате Хармена.
Приключенческая составляющая игры заключается в использовании головоломок при прохождении. Чтобы перейти на следующий уровень, игрок должен собрать «ячейки душ», каковые предоставляются за разрешение различных головоломок. Также решение головоломок бывает необходимо для открытия другой части уровня. Головоломки разрешаются либо с помощью кольца, обычно элементального типа (огонь, вода и так далее), либо с помощью уникальной способности определённой личности, а также запоминания картинок и сбора наводок на протяжении уровня.

## Отзывы
| Сводный рейтинг | Сводный рейтинг | Сводный рейтинг |
| Издание         | Оценка          | Оценка          |
| Издание         | GC              | PS2             |
| --------------- | --------------- | --------------- |
| GameRankings    | 76,51 %         | 69,89 %         |